# Јован VI Кантакузин
Јован VI Кантакузин или Кантакузен (грч. Ἰωάννης Ἄγγελος Παλαιολόγος Καντακουζηνός, Iōánnēs Ángelos Palaiológos Kantakouzēnós; лат. Iohannes Cantacuzenus; 1292 — Мистра, 15. јун 1383) је био византијски цар од 1347. до 1354. године. Претходно је као истакнути византијски (грчки) племић, државник и генерал обављао разне службе. Био је велики доместик под царем Андроником III Палеологом и намесник цару Јовану V Палеологу пре него што се и сам прогласио за цара 1341. године, чиме је означен почетак династичког рата који је окончан 1347. године, Кантакузиновим уласком у Цариград. Са престола је збачем 1354. године од свог бившег штићеника, након чега је приморан да се повуче у манастир под именом Јоасаф Христодул (грч. Ἰωάσαφ Χριστόδουλος)  а остатак живота провео је као монах и историчар. Умро је у доби од 90 или 91 године, био је најдуговечнији од римских царева.  Био је ожењен царицом Ирином Асен са којом је имао шесторо деце, а његова праунука (унука његовог сина Матије и ћерка његовог унука Димитрија (1383. године), била је супруга деспота Ђурђа Бранковића (1427—1456) Ирина Кантакузин, позната као Проклета Јерина.

## Биографија
Јован Кантакузин је рођен у Цариграду у имућној породици Кантакузина. Породица је припадала војној аристократији и њен први познати члан био је генерал василевса Алексијa I Комнина. У младости Јован је добио одлично образовање, што му је уз аристократско порекло омогућило да буде у пратњи и на двору цара - савладара Михајлa IX Палеологa. Веома млад, око 1318. године оженио се са Ирином Асен, ћерком Андроника Асена Палеолога и унуком бугарског цара Јована Асена III и Ирине Палеолог, најстарије ћерке цара Михајлa VIII Палеологa.
Као најбољи пријатељ цара Андроника III (1328—1341) и његов главни сарадник у династичким сукобима који су потресали Византију у периоду између 1321. и 1328. године, бива награђен титулом великог доместика (1328. године), одбивши том приликом да постане савладар новом цару.
Цар Андроник III га 1330. године одређује за намесника свог сина и наследника цар Јована (V) (рођен 1332. године, владао 1341—1376. године) и он ту дужност преузима по Андрониковој смрти 1341. године. Током једног његовог одсуства из престонице царица мајка Ана Савојска и Алексије Апокавк уз подршку васељенског патријарха Јована XIV, великог доместика Јована Кантакузина проглашавају издајником и развлашћују, а за новог намесника именују самог патријарха. У баштини Кантакузина Димотици, Јован се 26. октобра 1341. године прогласио за цара и тако је у Византији отпочео нови династички сукоб у коме се Јован Кантакузин представио као бранилац Византије против Латина (оличених у царици мајци).
Године 1347. Јован Кантакузин је заузео Цариград и наметнуо себе за владара. Владао је све до 1354. године. Његова владавина је била испуњена унутрашњим борбама. У тим борбама цар Јован VI Кантакузин се напослетку у великој невољи ослонио на помоћ Османлија, који су се тада први пут учврстили у Европи, на Балканском полуострву.
У новом династичком рату који је избио 1352. године, Турци су као његови најамници у бици код Дидимотике потукли удружену српску, бугарску и војску Кантакузиновог противника цара Јована (V).
Своју ћерку је удао за Султана Орхана. Борба између два цара још више се распламсала 1352. године, када је почео нови династички рат у Византији. Победа је на крају припала цару Јовану V Палеологу.
Пошто је 1354. године приморан да се одрекне престола, закалуђерио се у манастиру Светог Георгија Манганског у Цариграду, а касније је отишао на Свету гору (Атос) и прихватио калуђерско име Јоасаф чиме је испоштовао традицију да му духовно име почиње на исто слово као и световно. Тамо је под псеудонимом Христодул написао четири књиге историје (Ίστορίαι) лат. „Historia libri IV“ (Историја у четири књиге) у којима је, у намери да оправда своју владавину, дао у лепим бојама, али углавном ипак поуздане податке и опис времена између 1320. и 1356. године, и при томе се с времена на време позивао и на касније догађаје - све до 1362. године.
За време боравка у манастиру, Јован Кантакузин је наставио своју политичку делатност и учествовао је у свим значајним догађајима у Византији.
Превратом из августа 1376. године на царски престо у Цариграду попео се Андроник IV Палеолог, најстарији син цара Јована V, који је у октобру исте године у затвор послао свога оца и браћу. Монах Јоасаф је у овим догађајима стао на страну свог зета а не унука, на кога није имао никакав утицај. Када је почетком лета 1379. године, побегао у Галату, код својих пријатеља Ђеновљана, цар Андроник IV је као таоце повео мајку царицу Јелену, тетке Марију и Теодору и деду монаха Јоасафа, који је тада увелико прешао осамдесету годину живота. Они су готово две године провели у заточеништву, у нељудским условима. Ослобођени су по склапању споразума између цара Јована V и цара Андроника IV. Само што се докопао слободе,монах Јоасаф је морао хитно да оде на Пелопонез, наиме, у априлу 1380. године, преминуо је деспот Манојло а власт је преузео деспот Матија Кантакузин, према коме је цар Јован V с правом гајио неповерење, па је монах Јосаф требало да надгледа владање свог најстаријег сина. Вршећи ту дужност, у дубокој старости 15. јуна 1383. године, на исти дан када и његов велики пријатељ цар Андроник III Палеолог, умро је монах Јоасаф.

## Младост
Рођен у Цариграду, Јован Кантакузин је био син Михаила Кантакузина, гувернера Мореје; Доналд Никол спекулише да је можда рођен након очеве смрти и да је одрастао као једино дете. Преко своје мајке Теодоре Палеологине Анђелине био је у сродству са тада владајућом династијом Палеолога. Такође је био у сродству са царском династијом преко своје жене Ирине Асенине, рођаке цара Андроника III Палеолога. Јован Кантакузин је постао близак пријатељ цара Андроника III и био је један од његових главних присталица у Андрониковој борби против његовог деде, цара Андроника II Палеолога. По доласку на власт цара Андроника III 1328. године, поверено му је врховно управљање пословима и служио је као велики доместик током његове владавине. Именован је за намесника Андрониковом сину и наследнику, деветогодишњем цару Јовану V, након цареве смрти у јуну 1341. године.
Јован Кантакузин је очигледно почео без сопствених империјалних амбиција, пошто је неколико пута одбио да га цар Андроник III крунише за цара - савладара. Након смрти цара Андроника III, велики доместик Јован Кантакузин је поново одбио да преузме престо, инсистирајући на легитимности Јована V и задовољавајући се да надгледа администрацију царства све док дечак не постане пунолетан: према историји коју је написао сам цар Јован VI. Не зна се да ли би он остао веран, али упркос његовој привржености Јовану V и његовој мајци царици Ани, она га је осумњичила за издају. Његово блиско пријатељство са покојним царем и старатељство над његовим наследником изазвали су љубомору његових бивших штићеника, цариградског патријарха Јована XIV и Алексија Апокавка; после низа неуспешних покушаја, успели су да свргну његово намесништво у септембру 1341. године. док је био ван престонице спремајући војску против крсташких кнежевина које још држао делове Пелопонеза. Покушао је да преговара са узурпаторима, али је то одбијено и његовој војсци је наређено да се распусти. Затим су, његови рођаци у Цариграду су отерани у изгнанство или затворени, а њихова имовина је конфискована од стране нових намесника. Његова мајка Теодора умрла је услед малтретирања које је претрпела у кућном притвору. Његова војска је игнорисала наређења нових намесника и прогласила Јована Кантакузина за цара у Дидимотикиону у Тракији као цара Јован VI. Он је то прихватио, док је наставио да се назива млађим савладаром цара Јована V.

## Грађански рат
Грађански рат који је уследио трајао је шест година; позивајући стране савезнике и плаћенике свих врста, две стране су потпуно пореметиле и скоро уништиле царство. У почетку је Јован VI кренуо у Солун, који су владарске породице планирале да му предају. Алексије Апокавк је предвидео овај потез и послао флоту да ојача град, приморавши Јована Кантакузина да побегне у Србију, где га је краљ Стефан Душан склонио и дао му војну подршку. Ово се показало углавном неефикасним, и само је интервенција Јовановог старог пријатеља и савезника емира Умура од Ајдина прекинула опсаду намесништва његовог штаба у Дидимотики.
Током другог покушаја да освоји Солун следеће године, Срби су променили страну и подржали намеснике, остављајући Јована Кантакузина још једном на цедилу пред тим градом. И опет, емир Умур га је спасио, а њихове удружене снаге су прешле кроз Македонију са намером да се врате у Дидимотикон. Рат се провукао кроз још четири године јер ниједна страна није могла да избаци другу, иако је време било на страни Јована VI. Он је склопио погодбу са Турцима Османлијама, дајући султану Орхану I своју кћер Теодору у његов харем и дозволивши му да узима грчке хришћане као робове. Грчко-турска сила је преовладала и Јован VI је тријумфално ушао у Цариград 8. фебруара 1347. године. Царица Ана и Јован VI су се сложили да ће цар Јован VI Кантакузин владати као старији цар по рангу наредних десет година, након чега ће Јован V достићи зрелост и поделити власт као једнак са царем Јованом VI Кантакузином. Свечано крунисање Јована VI одржано је 21. маја.

## Владавина
Током Јованове владавине, царство — које је већ било расцепкано, осиромашено и ослабљено — и даље је било угрожено са свих страна.
Ђеновљани су, не обазирући се на услове уговора који је дозвољавао њихову колонију у Галати, почели да је утврђују и наоружавају. Њихове царине поткопале су Византинце и значиле да је чак 87% прихода од контроле Босфора отишло њима уместо царству. Цар Јован VI је покушао да обнови разбијену византијску морнарицу припремајући се за рат за који је очекивао да ће донети смањење цариградских царина. Био је у могућности да позајми довољно да изгради 9 бродова поштене величине и око 100 мањих пре него што је снизио стопе и почео да црпи приходе Ђенове. Међутим, када су објавили рат, могли су да потопе или заробе његову флоту до почетка 1349. године, Ђеновљани су били приморани да преговарају након што су спаљене главне области Галате, укључујући пристаништа и складишта, али је Византијско царство од тада било присиљено да се окрене, савезу са Млетачком републиком за поморску заштиту. Ово је довело до њиховог учешћа у Венецијанском рату против Ђенове 1350. године, али Паганино Дорија је успео да примора цара Јована VI да изађе (и дванаест бродова које је он изградио) из рата Пировом победом код Константинопоља следеће године.
Године 1351. цар Јован VI Кантакузин је надгледао Пети Константинопољски сабор, на коме је мистична исихастичка теологија Григорија Паламе проглашена православном због примедби Варлаама из Калабрије и других византијских филозофа.
До тада је цар Стефан Душан Немањић заузео Албанију, Македонију и Епир. Цар Јован VI је обезбедио помоћ против даљих упада поновним савезништвом са Турцима. После земљотреса, анектирали су Калипољ (Галипоље) — своје прво упориште у Европи — делимично отплативши његове бројне дугове 1354. године.
Поставио је свог сина Матију Кантакузина за још једног цара - савладара 1353. године, али покушаји цара Јована VI да повећа опорезивање како би вратио владине дугове дуго су изазивали незадовољство. Убрзо га је с власти уклонио цар Јован V, Јован Кантакузин се замонашио 10. децембра 1354. године.

## Монашки дани
Јован Кантакузин се повукао у манастир, где је узео име Јоасаф Христодул и бавио се књижевним пословима, који су названи елоквентним. Његова 4-томна Историја 1320–1356. године, послужила је као извињење за његове поступке. Стога није увек веродостојна, укључујући недостатке у догађајима у које он лично није био укључен, али је допуна савременог дела Нићифора Григоре. Ипак је изванредан по томе што је то једини сачувани извештај о својој владавини који је дао неки византијски цар.
Године 1367. монах Јоасаф је постављен за представника Источне православне цркве да преговара са латинским патријархом Павлом о покушају помирења источне православне и католичке цркве. Сложили су се да сазову велики васељенски сабор на коме ће присуствовати папа и сви патријарси, архиепископи и епископи и источне и западне цркве. Папа Урбан V је касније одбио овај план и на крају ништа није било од тога.
Монах Јоасаф Кантакузин је умро на Пелопонезу и сахранили су га синови у Мистри у Лаконији.

## Књижевни рад
Дело је нарочито важно и за период српске државе за време цара Душана Немањића, јер се Јован Кантакузин неколико пута обраћао цару Душану за помоћ у династичком рату, да би на крају, кад је цар Душан Силни подржао цара Јована V, заједно са Турцима ратовао против српске државе.
Осим тога, док је био цар, написао је парафразу првих пет књига Аристотелове Никомахове етике, као и низ теолошких списа, од којих је најважнији обимно побијање дела Παλαμιτικαί παφαβάσεις Јована Кипарисиота. Написао је још и списе у одбрану паламизма против Прохора Кидона, Исака Аргира, латинског патријарха у Цариграду Павла и др. Треба споменути и обимно замишљену апологију хришћанства у поређењу с исламом, као и спис против Јевреја.
Кантакузинову четворотомну Историју објавио је Јоанис Исакија Понтанус 1603. године, од стране Лудвига Шопена у Бону, као део Корпус Скрипторум Хисториа Византина 1830. године, и Жака Пола Миња у Паризу. Такође је написао неколико контроверзних теолошких расправа, укључујући и дело Против мухамеданизма штампано у Мињи.

## Породица
Цар Јован VI Кантакузин и његова жена царица Ирина Асен, кћерка Андроника Асена (сина цара Јована Асена III Бугарског и Ирине Палеолог, царице Бугарске, која јебила кћерка цара Михаила VIII Палеолога), су имали шесторо деце:
- Матија Кантакузин (око 1325 - 1383), цар - савладар 1353–1357. године, касније деспот Мореје.
- Манојло Кантакузин (око 1326 - 1380), деспот Мореје.
- Теодора Кантакузин (око 1330 - око 1396), удала се за султана Орхана I од Османског царства.[13]
- Јелена Кантакузин (1333 - 1396), удала се за цара Јована V Палеолога.
- Андроник Кантакузин (око 1334 - око 1347), који је умро у епидемији црне смрти.
- Марија Кантакузин (умрла после 1379. године), удала се за деспота Нићифора II Орсинија од Епира.

## Породично стабло
|  |                           |  |  |  |  |  |  |  |  |  |  |  |  |  |  |  |
|  | 2. Михајло Кантакузин     |  |  |  |  |  |  |  |  |  |  |  |  |  |  |  |
|  |                           |  |  |  |  |  |  |  |  |  |  |  |  |  |  |  |
|  |                           |  |  |  |  |  |  |  |  |  |  |  |  |  |  |  |
|  | 1. Јован VI Кантакузин    |  |  |  |  |  |  |  |  |  |  |  |  |  |  |  |
|  |                           |  |  |  |  |  |  |  |  |  |  |  |  |  |  |  |
|  |                           |  |  |  |  |  |  |  |  |  |  |  |  |  |  |  |
|  | 3. Теодора Палеолог Анђел |  |  |  |  |  |  |  |  |  |  |  |  |  |  |  |
|  |                           |  |  |  |  |  |  |  |  |  |  |  |  |  |  |  |
|  |                           |  |  |  |  |  |  |  |  |  |  |  |  |  |  |  |